# Сапун (деревня)
Сапу́н — деревня в Вачском районе Нижегородской области России. Входит в состав Новосельского сельсовета.

## География
Находится на высоком правом берегу реки Оки, так называемых Перемиловских горах, на расстоянии около 3 км на северо-запад от села Яковцево, в 106 км от Нижнего Новгорода.

## История
В прошлом — деревня Яковцевской волости Муромского уезда Владимирской губернии.
- Князь Трубецкой С. В. в своем имении Сапун прожил последние годы жизни (1855—1859).[2] Здесь с ним находилась Лавиния Жадимировская, из-за связи и побега с которой, Трубецкой был арестован и, впоследствии, лишен чинов, боевых наград и княжеского титула.
- В окладных книгах Рязанской епархии за 1676 год в составе прихода села Яковцево упоминается деревня Сапун, в которой 37 дворов крестьянских и 2 бобыльских.
- В «Историко-статистическом описании церквей и приходов Владимирской Епархии» за 1897 год сказано, что в деревне Сапун 99 дворов.

Название деревни, вероятно, происходит от высокой горы, на которой располагается деревня, в которую (по словам местных жителей) пока взойдешь — посопишь.
окрестные горы тоже имеют свои названия — Баба Яга и Княгиня-гора (около Елемейки), Пест.

## Население
| 1859 | 1897 | 1905 | 1926 | 1999 | 2002 | 2010 |
| ---- | ---- | ---- | ---- | ---- | ---- | ---- |
| 608  | ↘531 | ↗731 | ↘589 | ↘45  | ↘31  | ↘6   |

## Инфраструктура
Деревня Сапун не телефонизирована, но в ней установлен «красный» таксофон с номером (83173) 6-29-47.
В деревне имеется пожарный водоём.
Добраться до деревни можно по грунтовой насыпи или по полю, асфальтовая дорога до деревни не проложена.
Участок леса по склону коренного берега Оки между деревней Сапун и пристанью Пожога площадью 134,7 га — памятник природы регионального значения.
На расстоянии 500 м от деревни на запад находится памятник археологии XI—XIII века н. э. «Селище Сапун».